# Nelson Padrella
Nelson Padrella (Rio de Janeiro, 1938) é um pintor, desenhista e escritor brasileiro estabelecido no Paraná.
Padrella sempre viveu ativamente o panorama cultural brasileiro, escrevendo livros e participando de certames literários, enquanto colecionava prêmios com sua pintura e seu desenho, apresentados inclusive na Bienal Nacional de São Paulo.
As Mandalas, quadros representando vórtices, movimentos dinâmicos emocionais e simbólicos, datam dos anos 80. Foi a sua descoberta da arte abstrata. No início, eram trabalhos escuros, cinzentos, angustiantes.
Ainda nos anos 80, no começo da década, desenvolveu intensa colaboração como roteirista de histórias em quadrinhos para a Grafipar, sediada em Curitiba.
Com a primeira viagem à Europa, em 1991, a pintura do artista ganhou uma nova dimensão. Lá, reencontrou suas raízes e, suas telas "renasceram" em cores vibrantes. A primeira tela, medindo 1,25 m x 1,05 m, levou o nome de Montechoro, um vilarejo situado no Algarve. É uma homenagem à memória dos avós paternos, oriundos de Portugal. Antes de pintar Barcelona, lembrança dos avós catalãos, criou uma colcha de retalhos com as cidades visitadas. Em novas viagens à Europa, o artista ficou mais fascinado ainda, criando uma coleção de cidades europeias na sua obra.
Em 2002, passa a fazer parte do TheArtGallery, um grupo de artistas plásticos curitibanos com pelo menos 20 anos de carreira dentro e fora do Brasil e que resolveram somar esforços numa mesma direção, a arte.
Em junho de 2006 foi homenageado pela Câmara Municipal de Curitiba, com voto de Louvor e Congratulações, pelo lançamento do livro A Arte de Nelson Padrella.

## Exposições
- 2007 - Olhar do Sul - Embaixada do Brasil, em Berlim (Alemanha).
- 2007 – Federação das Indústrias do Paraná (FIEP).
- 2006 – Porto Comercial do Ateneu, na cidade do Porto (Portugal).[3] e[4]
- 2006 – Galeria de Arte Nini Barontini - com o Grupo The Art Gallery
- 2005 – Lançamento do livro A Arte de Nelson Padrella e mostra de Mandalas no Solar do Rosário, em Curitiba.[5]
- 2005 – Teatro Municipal Cláudio Santoro, em Brasília – com o Grupo The Art Gallery[6]
- 1991 – Reflexões sobre os 1980, Museu de Arte Contemporânea do Paraná.
- 1986 – 43º Salão Paranaense de Arte
- 1986 – Tradição e Contradição, no Museu de Arte Contemporânea do Paraná.
- 1986 – Pintores do Paraná – Secretaria de Cultura do Paraná
- 1985 – 1ª Semana de Arte Erótica – Museu Guido Viaro, em Curitiba
- 1984 – Artistas do Paraná na Fundação Armando Álvares Penteado - Parque Ibirapuera, São Paulo
- 1984 – Denudeds – Eucatex Gallery, em Curitiba
- 1984 – Participação em Movimento Ecológico, onde realizou na Praia de Caiobá (Paraná) uma escultura de baleia de 20 metros de comprimento.
- 1983 – Brazilian Culture Fair, Parque Ibirapuera, São Paulo
- 1983 – Sala Especial no V Salão de Arte do Clube Militar, Brasília
- 1981 – V Salão de Arte em Pelotas, no Rio Grande do Sul
- 1978 – Exposição individual de desenhos na Galeria Macunaíma, São Paulo
- 1977 – IX National Art Hall, em Minas Gerais
- 1977 – 34º Salão Paranaense de Arte
- 1977 – Artes e Reflexões Ecológicas – Centro de Creatividade de Curitiba
- 1977 – Novas Tendências em Artes Visuais – Museu de Arte de Joinville, em Santa Catarina
- 1977 – Visão da Arte Brasileira – Museu de Arte Moderna, em São Paulo
- 1977 – Visão da Arte Paranaense – Banco de Desenvolvimento do Paraná
- 1976 – Prêmio em Desenho na 11ª Mostra de Arte do Iguaçu
- 1976 – 1ª Mostra Nacional de Desenho, Curitiba
- 1976 – 33º Salão Paranaense de Arte
- 1976 – Mostra individual de desenhos, Teatro Paiol, em Curitiba
- 1975/76 – Monitor da Mostra Arte Gaúcha, através do Ministério de Cultura Brasileira
- 1974 – Bienal Nacional, em São Paulo
- 1973 – 30º Salão Paranaense de Arte
- 1972 – Menção Honrosa em Pintura no V Salão Universitário, em Londrina
- 1967 – 1º Prêmio no Salão de Arte para Novos do Paraná

## Livros editados
- 1966 - Co-autor de 7 de Amor e Violência - Livro que contestava o golpe militar de 1964. O livro foi apresentado pelo crítico Hélio Pólvora. Em seguida, o regime endureceria, e uma segunda edição do livro foi confiscada na gráfica. O livro conta com a participação de Sylvio Back - Edição particular dos autores
- 1969 - O Fascismo é um Estado de Espírito - Edição do autor
- 1970 - A Montanha Azul - Edição do autor
- 1997 - Meu Bim-Bim - Editora Iluminuras. (Obs: Padrela usa o pseudônimo Franz Hertel. Esse texto, antes da publicação, foi premiado no Concurso Nacional de Contos do Estado do Paraná em 1993)
- 2000 - Ofício de Polir Esqueletos - Editora Quem de Direito
- 2001 - Pão e Vinho - Editora Quem de Direito
- 2001 - O Fantasma de Eduardo Pymm - Editora Quem de Direito

## Cinema
- 1968 - Diálogos do primeiro filme de Sylvio Back, Lance Maior, que lançou Regina Duarte no cinema
- 1972 - Diálogos do primeiro desenho de longa-metragem brasileiro, Piconzé
- 1984 - Pesquisa e Roteiro do curta-metragem O Auto Retrato de BAKUN de Sylvio Back, filme vencedor do Prêmio Glauber Rocha de melhor filme na XIII Jornada Brasileira de Curta-Metragem (Cachoeira/BA) em 1984; Menção Especial do Juri no I Festival Internacional do Cinema, Televisão e Vídeo do Rio de Janeiro, 1984 e Prêmio Melhor Fotografia no I Festival de Cinema de Caxambu (MG), 1984.
- 1991 - Roteiro do curta-metragem A Loura Fantasma
- 2003 - Roteiro do curta-metragem Pegando Jesus prá Cristo
- 2004 - Roteiro do curtíssimo Felicidade